# Naturschutzbund Deutschland

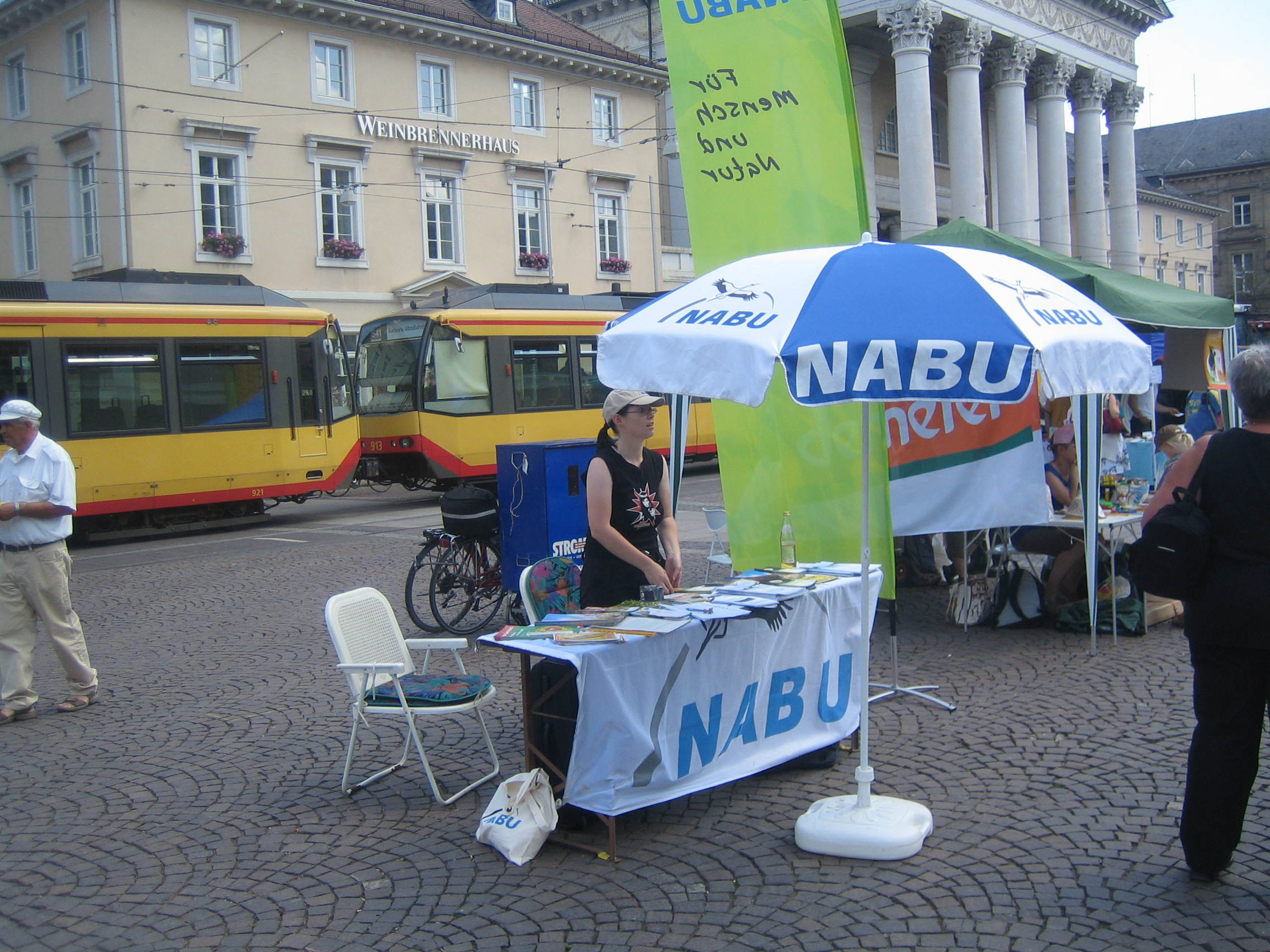
Informationsinsats av NABU, 2007

Naturschutzbund Deutschland NABU (Tyska naturskyddsföreningen) är en förening i Tyskland som arbetar med natur- och miljöfrågor.
Föreningen bildades 1899 av Lina Hähnle i Stuttgart "Bund für Vogelschutz" (Föreningen för fågelskydd). Från 1991 heter den Naturschutzbund Deutschland. Ordförande är Olaf Tschimpke. Naturschutzjugend NAJU (Natur och ungdom) är en fristående ungdomsorganisation till NABU.
NABU är medlem i BirdLife International.